# Qinhuangdao Olympic Sports Centre Stadium
Qinhuangdao Olympic Sports Centre Stadium (simplificeret kinesisk: 秦皇岛市奥林匹克体育中心体育场) er et kinesisk multistadion, i Qinhuangdao Olympic Sports Centre i byen Qinhuangdao. Stadionet fungerede som et af de seks spillesteder i fodboldturneringen ved Sommer-OL 2008.
Konstruktionen blev påbegyndt i maj 2002, og bygningsværket stod færdigt den 30. juli 2004. Hele anlæggets samlede areal er på 168.000 m², og selve Qinhuangdao Olympic Sports Centre Stadium har 33.572 siddepladser.
| Sport | Spire Denne artikel om sport er en spire som bør udbygges. Du er velkommen til at hjælpe Wikipedia ved at udvide den. |

39°54′26″N 119°32′52″Ø / 39.9072°N 119.5478°Ø